# Kohlenstoffdioxid-Dauertest
Der Kohlenstoffdioxid-Dauertest wird in der Aquaristik verwendet, um den CO2-Gehalt im Wasser kontinuierlich zu überwachen. CO2 ist ein wichtiger Bestandteil der Photosynthese und somit Grundlage zum Wachstum der Pflanzen. Damit es in Becken mit einem starken Pflanzenbestand nicht zu einem CO2-Mangel kommt, wird dem Wasser mittels Kohlenstoffdioxid-Düngung CO2 zugefügt. Über den CO2-Dauertest lässt sich dann die angestrebte CO2-Konzentration von meist 10 – 25 mg/l leicht verfolgen.
Eine Form eines Kohlenstoffdioxid-Dauertesters besteht aus zwei Teilen. In der oberen Glocke befindet sich eine kleine Wasserprobe, in die ein pH-Indikator gegeben wurde. Der innere Glockenraum ist durch einen kleinen Luftkanal mit dem Aquariumwasser in Kontakt. Kohlenstoffdioxid diffundiert durch diesen Kanal in die obere Glocke. Die Indikatorflüssigkeit zeigt dadurch den aktuellen CO2-Wert im Aquarienwasser an. Nahezu alle im Handel erhältlichen Dauertester zeigen mit Grün an, dass ausreichend Kohlenstoffdioxid im Wasser gelöst ist. Eine Umfärbung auf Blau weist auf zu wenig Kohlenstoffdioxid hin. Gelbe oder hellgrüne Färbung zeigt eine zu hohe Konzentration an. Fische schwimmen dann oft schon nach Luft schnappend an der Oberfläche, da der Gehalt an CO2 und Sauerstoff in der Regel gegenläufig sind. Reine CO2-Überschüsse führen dagegen über eine Erregung der Fische bis hin zu einer Narkose.
Der Kohlendioxid-Test ist weitgehend ersetzbar durch einen wesentlich exakteren pH-Test. Bei Kenntnis der Wasserhärte besteht ein fester Zusammenhang zwischen pH-Wert und Kohlendioxidgehalt. Der oben geschilderte Farbtest folgt im Wesentlichen diesem Prinzip.